# Смит, Джулианн
Джулианна «Джули» Смит (англ. Julianne “Julie” Smith; род. США) — американский советник по внешней политике и дипломат, постоянный представитель США при НАТО в администрации президента Джо Байдена.

## Образование
Джулианн Смит получила степень бакалавра искусств в области коммуникаций и французского языка в Университете Ксавье и степень магистра в области международных отношений в Американском университете. Она также изучала французский язык в Парижском университете во Франции и немецкий язык в Мюнхенском университете Людвига-Максимилиана.

## Карьера
С 2000 по 2003 год Смит работала сотрудником по программам (англ. programme officer) в Германском фонде Маршалла. Затем она присоединилась к Центру стратегических и международных исследований в качестве старшего научного сотрудника. С 2009 по 2012 год она занимала должность директора по европейской политике и политике НАТО в Министерстве обороны США. С апреля 2012 по июнь 2013 года она работала заместителем советника по национальной безопасности Джо Байдена, который на тот момент был вице-президентом США. С 2014 по 2018 год работала в аналитическом центре Center for a New American Security. Она также в течение года была научным сотрудником немецкого Фонда Роберта Боша в и старшим советником в консалтинговой фирме WestExec Advisors. Расследование, опубликованное в 2021 году в The American Prospect показало, что Смит, «которая указана в банках Boeing и SoftBank в качестве клиента, заработала 34000 долларов в качестве консультанта WestExec, одновременно занимая постоянную должность в аналитическом центре Фонд Маршалла». В январе 2021 года Смит стала старшим советником государственного секретаря США.
15 июня 2021 года президент США Джо Байден объявил о своём намерении выдвинуть кандидатуру Смит на должность постоянного представителя США при НАТО. 23 июня 2021 года её кандидатура была отправлена на утверждение в Сенат США. 15 сентября 2021 года в Комитете Сената США по международным отношениям состоялось слушание по её выдвижению. Её выдвижение было подтверждено Сенатом США 18 ноября 2021 года после того, как сенатор Джош Хоули одобрил её кандидатуру.
Смит вела колонки для газет The New York Times, Lawfare, Washington Monthly, Foreign Affairs и The National Interest. Она также появлялась в программах NPR, в том числе 1А, «Все учтено» и «Утренний выпуск».

## Личная жизнь
Замужем. Есть двое сыновей.